# 広島県道204号安登停車場線
広島県道204号安登停車場線（ひろしまけんどう204ごう あとていしゃじょうせん）は、広島県呉市を通る一般県道である。

## 概要
JR西日本呉線 安登駅から国道185号交点を結ぶ。
この県道はJR西日本呉線 安登駅前広場から国道185号までのわずか10.5 mしかない。2001年（平成13年）頃に拡幅されたため道路幅が延長を上回ってしまい、駅前広場がそのまま国道につながっているようにしか見えないのが特徴である。日本一短い県道であることをアピールする看板も建てられているが、実延長では長野県上田市にある長野県道162号上田停車場線が一番短い（延長7 m）とされる。なお、1975年（昭和50年）4月1日現在の「国・県道路線一覧表」によると延長は14 mだったと記されており、のちに、国道185号の拡幅工事で延長が短くなった。

### 路線データ
- 起点：呉市安浦町安登西五丁目（JR西日本呉線 安登駅前）
- 終点：呉市安浦町安登西五丁目（安登駅前交差点、国道185号交点）
- 総延長：10.5 m[1][2]
- 幅員：18.7 m[2]
- 面積：62 m2[1]

## 歴史
- 1960年（昭和35年）10月10日 - 広島県告示第682号により広島県道75号安登停車場線として認定される。
- 1972年（昭和47年）11月1日 - 都道府県道番号標識導入に伴う広島県の県道番号再編により現行の路線番号に変更される。
- 2002年（平成14年）頃 - 住居表示実施により起終点の地名表記が変更される（豊田郡安浦町安登→豊田郡安浦町安登西五丁目）。
- 2005年（平成17年）3月20日 - 豊田郡安浦町が呉市に編入されたことに伴い起終点の地名表記が変更される（豊田郡安浦町安登西五丁目→呉市安浦町安登西五丁目）。
- 2007年（平成19年）春 - 呉市や安浦町観光協会により日本一短い県道であることを示す看板が立てられる[2]。

## 地理

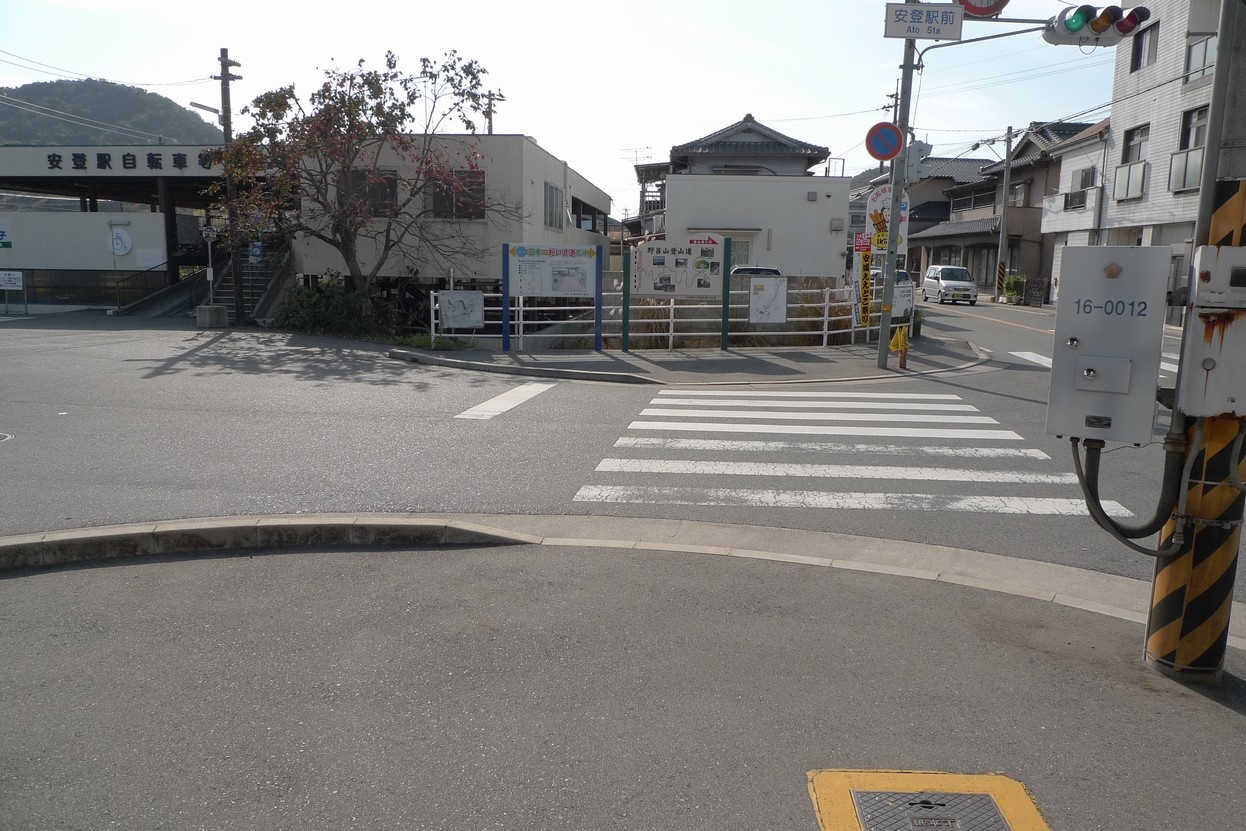
広島県道204号安登停車場線の全景
画像中央やや左の植込みが起点、横断歩道の右端付近が終点

### 通過する自治体
- 呉市

### 交差する道路
| 交差する道路 | 交差する場所       | 交差する場所          |
| ------------ | ------------------ | --------------------- |
| 国道185号    | 安浦町安登西五丁目 | 安登駅前交差点 / 終点 |

### 沿線
- JR西日本呉線 安登駅